# Nessaea latifascia
Nessaea latifascia är en fjärilsart som beskrevs av Johannes Karl Max Röber 1928. Nessaea latifascia ingår i släktet Nessaea och familjen praktfjärilar. Inga underarter finns listade i Catalogue of Life.